# Domschatz- und Diözesanmuseum (Osnabrück)
Das Domschatz- und Diözesanmuseum ist das Museum des Bistums Osnabrück. Das Museum befindet sich direkt neben dem Dom St. Peter.

## Geschichte
Das Diözesanmuseum wurde 1918 unter Bischof Wilhelm Berning eingerichtet, „um den nicht mehr benutzten Bestand kirchlicher Kunst aus dem Dom und den Kirchen der Diözese Osnabrück geordnet und sicher zu präsentieren“.

## Dauerausstellung
Im Museum sind auf 500 m2 Exponate aus mehr als 1000 Jahren des Bestehens des Bistums ausgestellt: der Domschatz, die Reliquien der Bistumsheiligen Crispin und Crispinian aus dem 13. Jahrhundert und Reliquiare, Manuskripte und Inkunabeln, Gemälde und Graphiken, Skulpturen, liturgische Gewänder und kostbare Möbel.
Zentrales Ausstellungsstück ist das Kreuz des Domkapitels aus dem frühen 11. Jahrhundert. Es ist mit Edelsteinen, Perlen und Gemmen verziert. Durch alle Zeiten kontinuierlich als Prozessionskreuz gebraucht, empfingen die Domherren mit ihm jeden neu gewählten Bischof, der die im Kreuz geborgene Reliquie kniend mit einem Kuss verehrte.
Besonders bedeutende Werke sind weiter die Skulpturen des frühen 14. bis frühen 16. Jahrhunderts, darunter zahlreiche Arbeiten des „Meisters von Osnabrück“ als der besten Bildhauerwerkstatt der Region im Spätmittelalter. Unter den Textilien ist das Priestergewand von Benno II. von Osnabrück aus byzantinischer Seide aus dem 11. Jahrhundert das Hauptwerk.
Leitfäden der Ausstellung sind:
- die Erinnerung an Karl den Großen als Bistumsgründer
- die Blüte der Kunst in Osnabrück um 1500
- der Wechsel zwischen einem katholischen geweihten Bischof und einem evangelischen Welfenprinzen in der Landesherrschaft zwischen 1648 und 1802
- der Dom und die Diözese im 19. und 20. Jahrhundert

Viele kostbare Stücke wie Reliquienschreine, Kelche oder Vortragekreuze werden bis heute im Gottesdienst der Kathedrale verwendet.
Gelegentlich finden in den Ausstellungsräumen auch Konzerte statt.

## Auszeichnungen
2018 wurde das Museum mit dem Museumsgütesiegel des Museumsverbands Niedersachsen und Bremen e.V. ausgezeichnet.